# Thompsonirhinus femoralis
Thompsonirhinus femoralis is een keversoort uit de familie Rhynchitidae. De wetenschappelijke naam van de soort is voor het eerst geldig gepubliceerd in 1885 door Pascoe.